# Egy tál lencse
Az Egy tál lencse 1941-es fekete-fehér magyar zenés vígjáték Karády Katalin, Jávor Pál és Csortos Gyula főszereplésével.

## Cselekmény
Magyarország, valahol vidéken az 1920-as, 1930-as években.
Kagits méltóságos úr 90 éves lett, ennek kapcsán sok „rokon” felköszönti. Ő azonban tisztában van vele, hogy ezek mind ingyenélő szélhámosok, de jól szórakozik rajtuk.
Rudasi Sándor intéző többször felhívja rá a figyelmet, hogy a munka- és tenyésztési körülményeken javítani kellene, Kagits György azonban úgy véli, hogy az intéző őt ne utasítsa, ezért kirúgja az állásából. A Kagits birtok angóranyúl tenyésztésével foglalkozik, aminek a szőrét jó áron el lehet adni.
Kagits György utasítja a jószágigazgatóját, hogy titokban járjon utána, van-e élő rokona. Ő hamarosan jelentkezik a hírrel, hogy egyetlen élő rokont talált, aki Budapesten egy körúti büfében kiszolgálólány, a neve Papp Irma. Kagits azt az utasítást adja, hogy adjanak neki valamilyen munkát a birtokon, és a rokonság tényét tartsák titokban.
Papp Irma nem túl becsületes, szeret csalni a mérleggel. Van egy taxis vőlegénye. Irma egyik nap levelet kap a birtokról, amiben felajánlanak neki havi 200 pengős fizetést. Papp Irma a barátnőjével (Horváth Margit) lakik albérletben. Meglátja, hogy Margit egy szép kombinét nyert keresztrejtvényen. Mivel Irmának nincs kedve vidékre menni dolgozni (amikor a büfében 220 pengőt is megkeres), ezért a kombinéért cserébe megegyeznek, hogy elcserélik az okmányaikat, így Margit lemehet vidékre dolgozni, mint „Papp Irma”, Irmánál pedig Horváth Margit papírjai lesznek.
Horváth Margit elkezd dolgozni a birtokon a nyulakkal, egyik nap azonban a legdrágább tenyészbak, 14. Hari (értéke 5000 pengő) kisurran a ketrecéből és a birtokról is. Margit hiába keresi a nyulat, de találkozik egy emberrel, aki útbaigazítja Rudasi Sándor intéző szerény hajléka felé, aki átvette tőle az általa talált nyulat.
Rudasi Sándor szívélyesen megvendégeli vacsorára Margitot, és a végén azt mondja neki, hogy 14. Harit fogyasztották el. Margit dühösen elrohan. Rudasi Sándor azonban másnap visszajuttatja a nyulat egy dobozban és természetesen élve, egy levél kíséretében, amiben meghívja Margitot egy újabb vacsorára, aminek ő szívesen eleget is tesz.
Az álrokonok félreértik a méltóságos úr érdeklődését az újonnan érkezett ifjú dolgozó iránt, azt gondolják, hogy az öregúr nősülni akar.
Megérkezik a birtokra a jószágigazgató léha fia, aki Budapesten szeret éjszakai mulatókba járni (és adósságokat csinálni). Mellesleg jogi doktor, de a szakmáját nem gyakorolja. Mivel a szigorú tiltás ellenére a jószágigazgató elmondta a feleségének, hogy „Papp Irma” a méltóságos úr egyetlen rokona, a felesége azt a tervet eszeli ki, hogy a fia udvaroljon a lánynak és kérje meg a kezét, így a birtokot ők kaparinthatnák meg.
Kagits szeretné az egyetlen rokonát nevelni, taníttatni (például német és francia nyelvre, éneklésre, táncra), ezért a kastélyban biztosít neki szállást és a megfelelő képzéshez tanítókat.
Az igazi Papp Irma megérkezik a birtokra, ahonnan kidobják, de ő nem adja fel, és végül találkozik Margittal, aki elbújtatja, később pedig munkát szerez neki a nyúlházban.
Rudasi Sándor szeretne találkozni Margittal, ezért azt találja ki, hogy nyúlszőrből álszakállt és álbajuszt ragaszt, Margit pedig rosszullétet színlel, hogy így az álorvos be tudjon menni hozzá. Kagits azonban túlzott aggódásában kihívatja az igazi orvost, így Rudasi lebukik és menekülnie kell.
Rudasihoz egy ifjú hölgy érkezik „az angóragyapjú miatt”, ugyanakkor Margit kap egy aláíratlan levelet, amiben Rudasihoz hívják, mert ott egy ifjú hölgy tartózkodik. Margit elrohan, eközben a hölgy észrevétlenül levetkőzik és bebújik Rudasi ágyába. Margit megérkezik, majd dühösen elrohan. Rudasi magyarázatot követel a nőtől, és mivel Margit eldobta a kapott levelet, Rudasi a kézírásból rájön, hogy azokat ugyanaz a nő írta. Tisztázzák a helyzetet Margittal.
Margitot még jobban őrzik a kastélyban, Rudasi meg sem tudja közelíteni a birtokot.
Az álrokonok azonban taktikát váltanak, mivel ha Margit Rudasit szereti, és Margit megszökik a birtokról, akkor a méltóságos úr nem tudja elvenni feleségül, vagyis visszaáll a korábbi állapot. Ezért kiötlenek egy tervet a lányszöktetésre, amibe Rudasit is beavatják.
A jószágigazgató jelzi Kagitsnak, hogy a külföldi részvényekbe való, nagy összegű befektetései annyira rosszul állnak, hogy teljes pénzügyi összeomlás fenyegeti a birtokot. Kagits azonban azt mondja, hogy ő ezzel évek óta tisztában van.
Az igazi Papp Irma elárulja a jószágigazgató fiának, hogy ő az igazi Papp Irma, ezért az sebtiben feleségül veszi, és elutazik vele Monte-Carlóba. Irma taxis vőlegénye megérkezik Rudasiékhoz (Margit már ott lakik), és panaszkodik nekik, hogy Irma kedvéért kitanulta a nyúltenyésztést, a taxis állását feladta, hogy segíthessen a menyasszonyának a munkájában. Margit felajánlja neki, hogy dolgozzon náluk, mert szükségük van segítőre.
Kagits pénzügyi befektetései elértéktelenednek, a birtokot elárverezik, az ingóságait eladják. Az álrokonok fogják, amit össze tudnak szedni és kereket oldanak. Kagits elutazik Budapestre, hogy valami olcsó hotelben meghúzza magát.
Hirtelen váltással együtt ülnek az ebédlőasztalnál Margit, Rudasi, Irma és a vőlegénye, majd kisvártatva megérkezik ingujjban „Gyuri bácsi” is, azaz maga Kagits György, aki szintén a Rudasi birtokon dolgozik.

## Szereplők
- Karády Katalin – Horváth Margit
- Jávor Pál – Rudasi Sándor, intéző
- Csortos Gyula – Kagits György méltóságos úr
- Kiss Manyi – Papp Irma, egy budapesti, körúti büfében kiszolgálólány
- Mály Gerő – a „Kagits-rokonság” tagja és szóvivője (a „Kagits-rokonság” szélhámosokból áll)
- Makláry Zoltán – a „Kagits-rokonság” tagja
- Pethes Sándor – a „Kagits-rokonság” tagja
- További szereplők: Peéry Piri, Kökény Ilona, Juhász József, Maleczky Oszkár, Hidassy Sándor, Simon Marcsa, Köpeczi-Boócz Lajos, Medgyessy Erzsi, Bánhidy Ilona, Bánhidy József, Sugár Lajos, Féja Magdolna, Solymossy Sándor, Vándory Gusztáv, Járay Teri, Serényi Éva, Nagy Emi

## A filmben énekelt dalok
- Karády Katalin – Gyűlölöm a vadvirágos rétet
- Karády Katalin – A szívemben titokban